# Mantispa fausta
Mantispa fausta är en insektsart som först beskrevs av Carl Peter Thunberg 1784.  Mantispa fausta ingår i släktet Mantispa och familjen fångsländor. Inga underarter finns listade i Catalogue of Life.